# Server Djeparov
Server Djeparov (Chirchiq, 3 november 1982) is een Oezbeeks voormalig profvoetballer en huidig voetbaltrainer. Hij speelde bij voorkeur als offensieve middenvelder en werd tweemaal uitgeroepen tot Aziatisch voetballer van het jaar.

## Clubcarrière
Djeparov stond tot 2013 onder contract bij Al-Shabab, dat in de Saudi Premier League uitkomt. Michel Preud'homme was destijds werkzaam bij die club als hoofdcoach. Daarvoor speelde hij in eigen land bij Navbahor Namangan, Pakhtakor Tasjkent, FC Bunyodkor en bij het Zuid-Koreaanse FC Seoul. In 2013 tekende hij bij Seongnam Ilhwa Chunma.

## Interlandcarrière
Djeparov speelde in vijftien jaar tijd meer dan honderd wedstrijden in het Oezbeeks nationaal elftal. Daarin maakte hij ruim twintig doelpunten. Hij is met 128 wedstrijden recordinternational van zijn land.

## Erelijst
Pakhtakor
- Oliy liga: 2002, 2003, 2004, 2005, 2006, 2007
- Beker van Oezbekistan: 2002, 2003, 2004, 2005, 2006, 2007
- GOS-beker: 2007

 Bunyodkor
- Oliy liga: 2008, 2009
- Beker van Oezbekistan: 2008

 Seoul
- K League 1: 2010
- K-League Cup: 2010

 Al-Shabab
- Saudi Professional League: 2012

 Seongnam
- K-FA Cup: 2014

 Lokomotiv
- Oliy liga: 2016
- Beker van Oezbekistan: 2016

 Esteghlal
- Hazfi Cup: 2017/18

Individueel
- Topscorer GOS-beker: 2007 (gedeeld)
- Topscorer Oliy liga: 2008 (19 doelpunten)
- Oezbeeks voetballer van het jaar: 2008, 2010
- Aziatisch voetballer van het jaar: 2008, 2011
- AFC Asian Cup Individual Quality Player: 2011
- Meeste Assists Persian Gulf Pro League: 2018
- AFC Asian Cup Fans' All Time Best XI: 2018
- Oezbeeks AFC Champions League Legende